# Sofia Busato
Sofia Busato (Como, 4 settembre 2000) è una ginnasta italiana, campionessa nazionale al volteggio nel 2015 e 2018, membro della nazionale italiana di ginnastica artistica.
Gareggia in Serie A1 con la Brixia Brescia e si allena presso la Polisportiva Carnini di Fino Mornasco con Martina Rizzelli ed Erika Fasana, allenate da Laura Rizzoli.

## Biografia

### 2013: Serie A, Trofeo Città di Jesolo, Assoluti
Partecipa alla prima tappa di Serie A con la Brixia di Brescia, gareggia solo alla trave e ottiene 13.000.
Partecipa al Trofeo Città di Jesolo, e vince l'oro con la squadra junior.
Partecipa ai campionati assoluti ad Ancona e termina al sesto posto nel concorso generale, con 13,800 punti al volteggio, 12,800 alle parallele, 13,200 alla trave e 12,950 al corpo libero, con un totale di 52,750 punti.

### 2014: Serie A, Trofeo città di Jesolo, europei di Sofia, Assoluti, Giochi del Mediterraneo, Golden League.
Partecipa alla seconda e alla terza tappa di Serie A, nella seconda tappa gareggia solo a parallele ottenendo 11.750, nella terza tappa gareggia a volteggio, parallele e trave. 
Partecipa al Trofeo Città di Jesolo, dove vince un bronzo di squadra all-around.
Partecipa poi ad una gara amichevole a Monaco, con Iosra Abdelaziz, Chiara Imeraj, Alice Linguerri, Desiree Carofiglio e Pilar Rubagotti, Sofia finisce nel settimo posto all-around.
Nel maggio 2014 partecipa ai suoi primi campionati europei, a Sofia 2014: si piazza quinta con la squadra e diciassettesima nel concorso individuale, qualificandosi per la finale al volteggio, terminando al quinto posto. 
Più tardi nello stesso mese, gareggia ai Campionati Assoluti 2014 ad Ancona, si qualifica per le finali a parallele e trave che terminano però senza medaglie. 
Nel mese di Settembre viene scelta per rappresentare l'Italia ai I Campionati del Mediterraneo di ginnastica artistica juniores a Ragusa, insieme a Pilar Rubagotti: nella prima giornata di gara vince la medaglia d'oro nel concorso individuale, nelle finali vince l'oro al volteggio e al corpo libero e l'argento alle parallele.
A settembre partecipa alla Golden League a Porto San Giorgio, dove vince l'oro di squadra, l'argento al volteggio, e il bronzo al corpo libero.
Nel mese di novembre partecipa con la nazionale italiana ad un incontro internazionale con Francia e Messico a Camaiore: la squadra italiana vince una medaglia d'oro e la Busato si piazza seconda nell all-around, esegue per la prima volta un doppio avvitamento al volteggio.

### 2015: Serie A, Golden League, Assoluti
Dopo essere stata ferma a causa di alcuni problemi fisici, a maggio compete nella quarta tappa di Serie A a volteggio e a parallele. A settembre partecipa alla Golden League vince l'oro al volteggio e l'argento di squadra. 
Partecipa agli Assoluti a Torino, finisce settima nel concorso generale individuale e conquista il titolo nazionale al volteggio.

### 2016: Serie A, Europei di Berna, World Cup.
Inizia il 2016 partecipando a tutte le tappe di Serie A, dove risulta essere sempre la migliore al volteggio. Nel maggio 2016 partecipa agli Europei di Berna, accedendo alla finale al volteggio e terminando la gara al quarto posto.
Nel mese di Luglio partecipa inoltre, insieme a Vanessa Ferrari, alla World Cup di Anadia, anche qui finendo al quarto posto in finale al volteggio.
A causa di alcuni infortuni è costretta a terminare la sua attività agonistica per il resto del 2016

### 2017: Trofeo città di Jesolo, Europei di Cluji.
Dopo un lungo periodo di riabilitazione che le ha impedito di partecipare alle Olimpiadi di Rio de Janeiro, Sofia torna a gareggiare per il Trofeo Città di Jesolo dell'1-2 Aprile 2017, competendo soltanto al volteggio. In questo attrezzo conquista la medaglia d'argento, dietro a Shallon Olsen (Canada) e davanti ad Angelina Melnikova (Russia), con un punteggio medio di 14.175.
Viene poi selezionata per partecipare agli europei di Cuji, ma nel riscaldamento si rompe il legamento crociato del ginocchio.

### 2018: Serie A, Assoluti, Europei di Glasgow
A un anno dall'infortunio Sofia torna a competere in campo nazionale nella serie a vestendo il body della Brixia e compete solo al volteggio eseguendo un semplice avvitamento. Nella terza tappa di Serie A riporta in gara il doppio avvitamento al volteggio.
Partecipa ai campionati assoluti, dove compete solo al volteggio, si qualifica per la finale di specialità dove diventa per la seconda volta campionessa italiana assoluta alvolteggio dopo il 2015.
La Busato viene selezionata per partecipare ai campionati europei di Glasgow, compete solo a volteggio portando i due salti per centrare la finale, ma nel primo salto (doppio avvitamento), in fase di atterraggio si infortuna nuovamente il ginocchio, per la seconda volta consecutiva ad un europeo, riesce comunque ad ottenere 13,100.

### 2020: Serie A2
Torna a competere in Serie A2 con la sua società di origine la Polisportiva Fino Mornasco, gareggia al volteggio (suo attrezzo di punta) e alla trave, ottiene rispettivamente 13,900 e 11,250 punti. La sua squadra si classifica nella prima tappa in sesta posizione.